# Élections générales saskatchewanaises de 1917
L'élection générale saskatchewanaise de 1917 se déroule le 26 juin 1917 afin d'élire les députés de l'Assemblée législative de la Saskatchewan. Il s'agit de la 4e élection générale en Saskatchewan depuis la création de cette province du Canada en 1905.

## Résultats
| Parti                                | Parti               | Chef  | # de candidats | Sièges | Sièges | Sièges  | Voix    | Voix    | Voix    |
| Parti                                | Parti               | Chef  | # de candidats | 1912   | Élus   | % Diff. | #       | %       | % Diff. |
| ------------------------------------ | ------------------- | ----- | -------------- | ------ | ------ | ------- | ------- | ------- | ------- |
|                                      | Libéral             |       | 58             | 45     | 51     | +13,3 % | 106 552 | 56,68 % | -0,28 % |
|                                      | Conservateur        |       | 53             | 7      | 7      | -       | 68 243  | 36,30 % | -5,68 % |
|                                      | Indépendant         |       | 10             | 1      | 1      | -       | 4 440   | 2,36 %  | +1,30 % |
|                                      | Non-Partisan League |       | 7              | *      | -      | *       | 7 267   | 3,87 %  | -       |
|                                      | Travailliste        |       | 2              | *      | -      | *       | 1 474   | 0,79 %  | *       |
| Total                                | Total               | Total | 130            | 53     | 59     | +11,3 % | 187 976 | 100 %   |         |
| Source : (en) Elections Saskatchewan |                     |       |                |        |        |         |         |         |         |

 Note :
* N'a pas présenté de candidats lors de l'élection précédente.